# 2014-es férfi kézilabda-Európa-bajnokság (selejtező)
A 2014-es férfi kézilabda-Európa-bajnokság selejtezői 2012 júniusától 2013 júniusáig tartottak. A selejtezőnek 2 fázisa volt. Az előselejtezőkben a nem kiemelt 16 válogatottat 4 db 4 csapatos csoportba osztották, ahonnan az első és a 2 legjobb második helyezett jutott tovább a második körbe. A második körben a 28 csapatot 7 db 4 csapatos csoportba osztották, ahonnan az első kettő, és a legjobb harmadik helyezett kijutott az EB-re.

## Előselejtezők
| Színmagyarázat | Színmagyarázat             |
| -------------- | -------------------------- |
|                | Továbbjutott a csoportból. |
|                | Kiesett a csoportból.      |

### 1. csoport
| Csapat     | M | Gy | D | V | G+ | G– | Gk  | P |
| ---------- | - | -- | - | - | -- | -- | --- | - |
| Ukrajna    | 3 | 3  | 0 | 0 | 94 | 70 | +24 | 6 |
| Finnország | 3 | 1  | 0 | 2 | 73 | 69 | +4  | 2 |
| Luxemburg  | 3 | 1  | 0 | 2 | 70 | 77 | –7  | 2 |
| Ciprus     | 3 | 1  | 0 | 2 | 63 | 84 | –21 | 2 |

### 2. csoport
| Csapat             | M | Gy | D | V | G+ | G–  | Gk  | P |
| ------------------ | - | -- | - | - | -- | --- | --- | - |
| Svájc              | 3 | 2  | 1 | 0 | 84 | 64  | +20 | 5 |
| Olaszország        | 3 | 1  | 2 | 0 | 81 | 78  | +3  | 4 |
| Görögország        | 3 | 1  | 1 | 1 | 88 | 86  | +2  | 3 |
| Egyesült Királyság | 3 | 0  | 0 | 3 | 77 | 102 | –25 | 0 |

### 3. csoport
| Csapat   | M | Gy | D | V | G+  | G–  | Gk  | P |
| -------- | - | -- | - | - | --- | --- | --- | - |
| Románia  | 3 | 3  | 0 | 0 | 100 | 55  | +45 | 6 |
| Izrael   | 3 | 2  | 0 | 1 | 105 | 64  | +41 | 4 |
| Belgium  | 3 | 1  | 0 | 2 | 87  | 77  | +10 | 2 |
| Írország | 3 | 0  | 0 | 3 | 32  | 128 | –96 | 0 |

### 4. csoport
| Csapat      | M | Gy | D | V | G+  | G–  | Gk  | P |
| ----------- | - | -- | - | - | --- | --- | --- | - |
| Törökország | 3 | 2  | 1 | 0 | 96  | 72  | +24 | 5 |
| Lettország  | 3 | 1  | 2 | 0 | 83  | 57  | +26 | 4 |
| Észtország  | 3 | 1  | 1 | 1 | 118 | 85  | +33 | 3 |
| Málta       | 3 | 0  | 0 | 3 | 46  | 129 | –83 | 0 |

## Második forduló
| Színmagyarázat | Színmagyarázat        |
| -------------- | --------------------- |
|                | Kijutott a EB-re.     |
|                | Kiesett a csoportból. |

### 1. csoport
| Csapat        | M | Gy | D | V | G+  | G–  | Gk  | P  |
| ------------- | - | -- | - | - | --- | --- | --- | -- |
| Spanyolország | 6 | 6  | 0 | 0 | 179 | 115 | +64 | 12 |
| Macedónia     | 6 | 3  | 0 | 3 | 142 | 150 | –8  | 6  |
| Portugália    | 6 | 2  | 1 | 3 | 147 | 166 | –19 | 5  |
| Svájc         | 6 | 0  | 1 | 5 | 135 | 172 | –37 | 1  |

|               | Spanyolország | Macedónia | Portugália | Svájc |
| ------------- | ------------- | --------- | ---------- | ----- |
| Spanyolország |               | 29-17     | 34-20      | 29-16 |
| Macedónia     | 17-24         |           | 26-19      | 30-24 |
| Portugália    | 23-30         | 32-25     |            | 27-25 |
| Svájc         | 22-33         | 22-27     | 26-26      |       |

### 2. csoport
| Csapat      | M | Gy | D | V | G+  | G–  | Gk  | P |
| ----------- | - | -- | - | - | --- | --- | --- | - |
| Csehország  | 6 | 4  | 0 | 2 | 156 | 144 | +12 | 8 |
| Montenegró  | 6 | 4  | 0 | 2 | 160 | 160 | 0   | 8 |
| Németország | 6 | 3  | 0 | 3 | 170 | 151 | +19 | 6 |
| Izrael      | 6 | 1  | 0 | 5 | 148 | 179 | –31 | 2 |

|             | Németország | Csehország | Montenegró | Izrael |
| ----------- | ----------- | ---------- | ---------- | ------ |
| Németország |             | 28-23      | 27-31      | 38-19  |
| Csehország  | 24-22       |            | 30-25      | 27-22  |
| Montenegró  | 27-25       | 23-22      |            | 29-28  |
| Izrael      | 27-30       | 24-30      | 28-25      |        |

### 3. csoport
| Csapat        | M | Gy | D | V | G+  | G–  | Gk  | P  |
| ------------- | - | -- | - | - | --- | --- | --- | -- |
| Franciaország | 6 | 6  | 0 | 0 | 177 | 134 | +43 | 12 |
| Norvégia      | 6 | 4  | 0 | 2 | 185 | 154 | +31 | 8  |
| Litvánia      | 6 | 1  | 0 | 5 | 145 | 164 | –19 | 2  |
| Törökország   | 6 | 1  | 0 | 5 | 136 | 191 | –55 | 2  |

|               | Franciaország | Norvégia | Litvánia | Törökország |
| ------------- | ------------- | -------- | -------- | ----------- |
| Franciaország |               | 32-28    | 27-18    | 31-23       |
| Norvégia      | 22-29         |          | 34-29    | 41-23       |
| Litvánia      | 23-25         | 21-28    |          | 28-23       |
| Törökország   | 20-33         | 20-32    | 27-26    |             |

### 4. csoport
| Csapat       | M | Gy | D | V | G+  | G–  | Gk  | P  |
| ------------ | - | -- | - | - | --- | --- | --- | -- |
| Horvátország | 6 | 5  | 0 | 1 | 161 | 135 | +26 | 10 |
| Magyarország | 6 | 3  | 1 | 2 | 161 | 153 | +8  | 7  |
| Szlovákia    | 6 | 2  | 0 | 4 | 148 | 168 | –20 | 4  |
| Lettország   | 6 | 1  | 1 | 4 | 150 | 164 | –14 | 3  |

|              | Horvátország | Magyarország | Szlovákia | Lettország |
| ------------ | ------------ | ------------ | --------- | ---------- |
| Horvátország |              | 30-26        | 25-21     | 26-24      |
| Magyarország | 20-18        |              | 30-31     | 32-25      |
| Szlovákia    | 21-32        | 24-28        |           | 27-25      |
| Lettország   | 23-30        | 25-25        | 28-24     |            |

### 5. csoport
| Csapat        | M | Gy | D | V | G+  | G–  | Gk  | P  |
| ------------- | - | -- | - | - | --- | --- | --- | -- |
| Svédország    | 6 | 5  | 0 | 1 | 174 | 141 | +33 | 10 |
| Lengyelország | 6 | 5  | 0 | 1 | 162 | 133 | +29 | 10 |
| Hollandia     | 6 | 1  | 0 | 5 | 150 | 181 | –31 | 2  |
| Ukrajna       | 6 | 1  | 0 | 5 | 137 | 168 | –31 | 2  |

|               | Svédország | Lengyelország | Hollandia | Ukrajna |
| ------------- | ---------- | ------------- | --------- | ------- |
| Svédország    |            | 28-21         | 34-23     | 27-23   |
| Lengyelország | 22-18      |               | 33-22     | 27-22   |
| Hollandia     | 31-33      | 23-30         |           | 27-23   |
| Ukrajna       | 21-34      | 20-29         | 28-24     |         |

### 6. csoport
| Csapat           | M | Gy | D | V | G+  | G–  | Gk  | P  |
| ---------------- | - | -- | - | - | --- | --- | --- | -- |
| Izland           | 6 | 5  | 0 | 1 | 197 | 176 | +21 | 10 |
| Fehéroroszország | 6 | 4  | 1 | 1 | 189 | 180 | +9  | 9  |
| Szlovénia        | 6 | 2  | 1 | 3 | 192 | 179 | +13 | 5  |
| Románia          | 6 | 0  | 0 | 6 | 161 | 204 | –43 | 0  |

|                  | Izland | Szlovénia | Fehéroroszország | Románia |
| ---------------- | ------ | --------- | ---------------- | ------- |
| Izland           |        | 35-34     | 36-28            | 37-27   |
| Szlovénia        | 28-29  |           | 33-35            | 34-26   |
| Fehéroroszország | 29-23  | 32-32     |                  | 31-25   |
| Románia          | 30-37  | 22-31     | 31-34            |         |

### 7. csoport
| Csapat              | M | Gy | D | V | G+  | G–  | Gk  | P |
| ------------------- | - | -- | - | - | --- | --- | --- | - |
| Szerbia             | 6 | 4  | 1 | 1 | 171 | 162 | +9  | 9 |
| Ausztria            | 6 | 3  | 2 | 1 | 185 | 173 | +12 | 8 |
| Oroszország         | 6 | 3  | 0 | 3 | 178 | 167 | +11 | 6 |
| Bosznia-Hercegovina | 6 | 0  | 1 | 5 | 143 | 175 | –32 | 1 |

|                     | Szerbia | Oroszország | Ausztria | Bosznia-Hercegovina |
| ------------------- | ------- | ----------- | -------- | ------------------- |
| Szerbia             |         | 30-29       | 30-30    | 30-23               |
| Oroszország         | 28-29   |             | 38-31    | 26-24               |
| Ausztria            | 31-28   | 30-25       |          | 35-24               |
| Bosznia-Hercegovina | 21-24   | 23-32       | 28-28    |                     |